# Crevoladossola
Crevoladossola – miejscowość i gmina we Włoszech, w regionie Piemont, w prowincji Cusio Ossola, u wylotu doliny Val Bognanco w Alpach Pennińskich.
Według danych na rok 2004 gminę zamieszkiwało 4695 osób, 120,4 os./km².